# Feralia Planitia
La Feralia Planitia è una struttura geologica della superficie di 4 Vesta.